# Олимпијски парк Бара
Олимпијски парк Бара (на бразилском португалском: Parque Olímpico da Barra ), првобитно Градски спортски комплекс, је група од девет спортских објеката у Бара да Тижука, у западној зони Рио де Жанеира, Бразил. Парк, који је служио као Олимпијски парк за Летње олимпијске игре 2016. и Летње параолимпијске игре 2016., првобитно је изграђен за Панамеричке игре 2007. године, а састојао се од три места. Комплекс је касније проширен на девет места за Олимпијаду, од којих су две привремене структуре, и постао је место Олимпијског тренинг центра.

## Историја
Место Олимпијског парка Бара раније је заузимао Autódromo Internacional Nelson Piquet, такође познат као Јакарепагуа. Била је то бивша стаза Формуле 1 која је била домаћин ВН Бразила у неколико наврата током 1980-их, пре него што се Велика награда вратила свом првобитном дому на аутодрому Хозе Карлос Пејс, Интерлагос, 1990. Јакарепагуа је делимично срушена да би се направио простор за Градски спортски комплекс, групу од три места изграђена за Панамеричке игре 2007. одржане у Рио де Жанеиру. Места су се састојала од Воденог центра Мариа Ленк, који је одржавао такмичења у скоковима у воду, пливање и синхронизовано пливање, Олимпијска арена Рио, која је одржавала кошаркашке и уметничке гимнастичке догађаје, и Бара Велодроме, где су се одржавали догађаји бициклизма на стази и брзог клизања. Изградња Града спорта није прошла без потешкоћа – првобитни план за комплекс захтевао је велики забавни комплекс, вредан 500 милиона Р$ и уговорен са приватним фирмама за изградњу. Ови планови су, међутим, пропали и уместо тога је усвојен план мањег обима за комплекс. Опозициони напори заштитника града Јацарепагуа, неодговарајуће тло на градилишту и бројни штрајкови радника одложили су изградњу објекта, која је првобитно планирана да почне 2005. године, али је одложена до средине 2006. године. Упркос овим изазовима, простори су завршени на време за игре у јулу 2007. и коштали су релативно јефтинијих 205 милиона Р$ за изградњу, са просторима мањим од првобитно планираних.
Године 2009, Рио де Жанеиро се успешно кандидовао за домаћина Летњих олимпијских и параолимпијских игара 2016. Планови за нови низ објеката у Граду спорта, ребрендирање Олимпијског парка Бара, заједно са потпуним рушењем Јацарепагуа, били су у изради. Бара Велодроме, међутим, није одобрен од стране Међународне бициклистичке уније као одговарајуће место за бициклистичке догађаје на стази на Олимпијским играма. Одлучено је да ће трошкови надоградње велодрома бити једнако скупи као и изградња новог простора, па је тако замишљен Олимпијски велодром у Рију, изграђен одмах западно од Олимпијске арене у Рију, а Велодром Бара је срушен 2013. године. Остали нови објекти изграђени за Олимпијске игре укључују Цариоца Аренас, Олимпијски тениски центар и привремени Олимпијски стадион за водене спортове, изграђен на месту некадашњег Велодрома Бара, и Футуре Арена.
Домаћи емитер ТВ Глобо направио је студио за праћење Игара у Олимпијском парку Бара.

## Места
Тренутни
- Кариока Арена 1: кошарка, кошарка у инвалидским колицима и рагби у инвалидским колицима (капацитет: 16.000)
- Кариока Арена 2: рвање, џудо и боћање (капацитет: 10.000)
- Кариока Арена 3: мачевање, теквондо, параолимпијски џудо и параолимпијско мачевање (капацитет: 10.000)
- Водени центар Марија Ленк: роњење, синхроно пливање, ватерполо (капацитет: 5.000)
- Олимпијски тениски центар : тенис, тенис у инвалидским колицима и мали фудбал (капацитет: 10.000; Главни терен)
- Јеунесе Арена : гимнастика и кошарка у инвалидским колицима (капацитет: 12.000)
- Олимпијски Велодром у Рију: бициклизам на стази (капацитет: 5.000)

Бивши
- Бара Велодроме (капацитет 5.000)
- Будућа Арена: рукомет и голбол (капацитет: 12.000)
- Олимпијски водени стадион: пливање, синхроно пливање, ватерполо плеј-оф и параолимпијско пливање (капацитет: 15.000)

- Три Кариока Арене (3, 2 и 1 на врху)
- Будућа Арена
- Центар Марија Ленк
- Акватикс Стадион
- Олимпијски тениски центар
- Олимпијска арена Рио
- Рио Велодроме

## Будућност и наслеђе
Након завршетка игара, планирано је да се локација пренамени у Олимпијски центар за обуку, објекат за спортску обуку којим управља бразилско Министарство спорта. Олимпијски стадион за водене спортове биће демонтиран, а његови делови ће се користити за изградњу два нова пливачка терена на том месту - оба базена од 50 m са капацитетом од 6.000 и 3.000 гледалаца. Цариоца Арена 3 постаће спортска школа, са простором за 850 редовних ученика, док ће Футуре Арена бити демонтирана како би се материјали користили за изградњу јавних школа широм Рио де Жанеира.

### Музика
2017. године најављено је да ће Олимпијски парк бити нова локација музичког фестивала Роцк ин Рио који се одржава сваке године.